# Perkolobron
Perkolobron i Nord-Frons kommun vid Sjoa, Sels kommun i Gudbrandsdalen i Norge var en fordonsbro i fackverkskonstruktion i limträ, som gick över E6. Den kollapsade 2016 när en timmerbil körde över. Timmerbilsföraren blev skadad, men överlevde.
Felet visade sig vara ett konstruktionsfel. Två längsgående balkar hade sammanfogats på ett sätt som var väsentligt underdimensionerat.
Den 15 augusti 2022 inträffade en kollaps av en liknande bro i Øyers kommun, då en annan fackverksbro i limträ, Trettenbron över älven Gudbrandsdalslågen, kollapsade då en lastbil och en personbil körde över bron.